# Baderåd
Baderåd er et sæt råd for at forbedre sikkerheden ved svømning og ophold ved stranden og andre steder med vand.

## De 5 baderåd
I Danmark er der et sæt officielle baderåd, der er udviklet af Trygfonden og Dansk Svømmeunion i 2005.
1. Lær at svømme
2. Gå aldrig alene i vandet
3. Læs vinden og vandet
4. Lær stranden at kende
5. Slip ikke børnene af syne

### Andre gode baderåd
- Bad kun hvor det er tilladt
- Gå ikke længere ud end til navlen
- Lav kun hovedspring, hvis der er dybt nok
- Bad ikke hvis du er påvirket af alkohol eller euforiserende stoffer
- Hvis du begynder at fryse, skal du gå op på land